# Спутњик 2
Спутњик 2 је совјетски сателит лансиран 3. новембра 1957. То је прва летелица која је у космос понела живо створење — пса Лајку.